# Franz Eilhard Schulze
Franz Eilhard Schulze (22. března 1840 Eldena u Greifswaldu – 2. listopadu 1921 Berlín) byl německý zoolog a anatom.

## Život
Schulze byl synem chemika Franze Ferdinanda Schulzeho (1815–1873); prostřední jméno Eilhard přijal na počest svého kmotra Eilharda Mitscherlicha. Schulze studoval medicínu na univerzitách v Rostocku a Bonnu. V roce 1863 získal v Rostocku doktorát z medicíny.
V roce 1864 se stal soukromým lektorem anatomie a v roce 1865 docentem srovnávací anatomie na univerzitě v Rostocku. Do roku 1868 tam také působil jako prosektor. V roce 1871 založil Zoologický ústav Univerzity v Rostocku a v letech 1871 až 1873 byl řádným profesorem zoologie a srovnávací anatomie.
V roce 1873 přešel na Univerzitu v Grazu a v roce 1884 na Univerzitu v Berlíně, kde se stal ředitelem nově založeného Zoologického ústavu. V roce 1883 obdržel Cotheniovu medaili od Leopoldiny. Ve stejném roce jako první popsal Trichoplax adhaerens, jednoho z nejbazálnějších mnohobuněčných živočichů a člena kmene Placozoa.
V roce 1885 byl Schulze zvolen členem Leopoldiny. V letech 1892/93 a 1898/99 byl prezidentem Německé zoologické společnosti. V roce 1883 byl zvolen členem korespondentem Göttingenské akademie věd. Od roku 1884 byl řádným členem Pruské akademie věd. V roce 1895 se stal členem korespondentem Ruské akademie věd v Petrohradu a v roce 1897 Bavorské akademie věd.

## Dílo
- Ueber den feineren Bau der Rinde des kleinen Gehirnes. Stiller’sche Hofbuchhandlung, Rostock 1863
- Trichoplax adhaerens, nov.gen., nov. spec. Zool. Anz. 6, 92–97 1883
- Amerikanische Hexactinelliden nach dem Materiale der Albatross-Expedition. Jena 1899
- Hexactinellida. G. Fischer, Jena 1904
- Die Xenophyophoren der Siboga-Expedition. Brill, Leiden 1906
- Nomenclator animalium generum et subgenerum … Herausgegeben von F. E. Schulze, W. Kükenthal. Fortgesetzt von K. Heider. Schriftleiter: Th. Kuhlgatz. Berlin 1926.